# Sierritasuchus
Sierritasuchus – rodzaj archozaura z grupy aetozaurów (Aetosauria) należący do kladu Desmatosuchinae.
Jego kości odkryto w 1939 roku na terenie górnotriasowej formacji Tecovas w Teksasie i przypisano aetozaurowi z rodzaju Desmatosuchus. W 2008 roku Parker, Stocker i Irmis opisali je jako nowy gatunek Sierritasuchus macalpini i wyszczególnili dwie autapomorfie odróżniające go od innych przedstawicieli Desmatosuchinae – zakrzywione, trójkątne w przekroju kolce na bocznych płytach pancerza z ostro ząbkowaną przednią krawędzią oraz obecność ostrej, pionowej krawędzi na tylnej płaszczyźnie spodniej wyniosłości płyt przypośrodkowych. Badania histologiczne płyt holotypu (skatalogowanego jako UMMP V60817), porównanie ze schematem wzrostu aetozaura Typothorax oraz wskaźniki niezależne od rozmiaru wskazują, że w chwili śmierci był to osobnik nie w pełni dorosły. Analiza filogenetyczna oparta na matrycy Parkera z 2007 roku potwierdza przynależność rodzaju Sierritasuchus do grupy Desmatosuchinae – w ścisłym konsensusie takson ten znajduje się w politomii z rodzajami Aceanasuchus, Longosuchus, Lucasuchus i Desmatosuchus, a w konsensusie Adamsa – z Aceanasuchus i Desmatosuchus.